# 酒場プロレス
酒場プロレス（さかばプロレス）は、プロレスリングBASARAのブランドによるプロレス&スポーツBar ドロップキックの店員（選手）を中心としたプロレス興行。

## 特徴
- アルコールを含むドリンク飲み放題のオールスタンディングスタイルで行われる。
- 東京女子プロレスの提供試合が1試合組まれる。

## 歴史
- 2015年5月、木高イサミのプロデュースによるDDTプロレスリングのブランドとして設立。
- 6月23日、レッスル武闘館でプレ旗揚げ戦を開催。
- 7月15日、新木場1stRingで旗揚げ戦を開催。
- 2016年1月1日、木高が設立したプロレスリングBASARAのブランドに変更。
- 2017年5月23日、新木場1stRing大会を最後に終了。同興行のスタイルはBASARAの単独興行「宴」として引き継がれている。

## 主要参戦選手
- 木高イサミ
- 関根龍一
- 彰人
- トランザム★ヒロシ
- SAGAT
- 勝俣瞬馬
- 中津良太
- 上野勇希
- 中野貴人